# فابريسيو بوستوس
فابريسيو بوستوس (بالإسبانية: Fabricio Bustos)‏ (28 أبريل 1996 بقرطبة في الأرجنتين - ) هو لاعب كرة قدم أرجنتيني في مركزي الظهير وwide midfielder ‏. شارك مع منتخب الأرجنتين لكرة القدم.

## مسيرته الكروية
لعب فابريسيو بوستوس خلال مسيرته الاحترافية مع نادِ واحدٍ في أربعة مواسم وسجل خلالها 3 أهداف ضمن 77 مباراة. ولم يفز بأي موسم بالكأس أو بالدوري.
خاض فابريسيو بوستوس مسيرته مع نادي إنديبندينتي في موسم 2016–17 ليلعب معه أربعة مواسم، مشاركًا في 77 مباراة سجل خلالها 3 أهداف.

## روابط خارجية
- فابريسيو بوستوس على موقع قاعدة بيانات كرة القدم.إي يو (الإنجليزية)
- فابريسيو بوستوس على موقع ناشيونال فوتبول تيمز (الإنجليزية)
- فابريسيو بوستوس على موقع Soccerway.com (الإنجليزية)
- فابريسيو بوستوس على موقع عالم كرة القدم.نت (الإنجليزية)